# Route mer du Nord et mer Baltique
La Route commerciale mer du Nord-mer Baltique (allemand:Nordsee-Ostsee-Straße) est une route commerciale médiévale de la Hanse reliant la mer du Nord et la mer Baltique par l'intermédiaire des ports des villes hanséatiques de Lübeck et Hambourg. 
Dès 1230, le renforcement des exportations de marchandises en provenance de Lübeck vers Hambourg amène les deux villes à signer un accord en 1241 afin de sécuriser cette route commerciale. Pour Lübeck, cette route permettait de faciliter les exportations vers la Flandre et l'Angleterre alors que pour Hambourg, cette route permettait d'approvisionner les nouvelles villes germaniques de l'Est tel que Rostock, Wismar, Stettin, Stralsund, Danzig, Riga et Revel.
Depuis Lübeck, la route commerciale est identique à celle qui amène le sel en provenance des salines de Oldesloe. Puis de Oldesloe, la route continue jusqu'à Hambourg en passant notamment par Bargteheide et des anciens villages Sasel (de), Bramfeld et Barmbek qui sont à présent des quartiers de Hambourg.

## Référence
- Erika Dreyer-Eimbcke: Alte Straßen im Herzen Europas, Frankfurt 1989,  (ISBN 3-524-69078-5)